# Gelochelidon
Gelochelidon es un género de aves charadriiformes de la familia Laridae. Anteriormente se consideraba un género monotípico, pero la pagaza australiana fue separada de la pagaza piconegra como especie distinta.

## Especies
Se reconocen las siguientes especies y subespecies:
- Gelochelidon nilotica (Gmelin, JF, 1789) – pagaza piconegra;
  - G. n. nilotica (Gmelin, JF, 1789)
  - G. n. affinis (Horsfield, 1821)
  - G. n. aranea (Wilson, A, 1814)
  - G. n. vanrossemi Bancroft, 1929
  - G. n. gronvoldi Mathews, 1912
- Gelochelidon macrotarsa  (Gould, 1837) – pagaza australiana.